# جاي د. كيمل
جاي د. كيمل (بالإنجليزية: J. D. Kimmel)‏ هو لاعب كرة قدم أمريكية أمريكي، ولد في 30 سبتمبر 1929 في أوماها في الولايات المتحدة، وتوفي في 24 نوفمبر 2008 في هيوستن في الولايات المتحدة.

## وصلات خارجية
- جاي د. كيمل على موقع مرجع كرة القدم المحترفة.كوم (الإنجليزية)